# Gadomus longifilis
Gadomus longifilis o granader d'aletes llargues és una espècie de peix de la família dels macrúrids i de l'ordre dels gadiformes.

## Morfologia
- Els mascles poden assolir 30 cm de llargària total.[5]

## Alimentació
Menja petits crustacis.

## Depredadors
Als Estats Units és depredat per Merluccius capensis.

## Hàbitat
És un peix d'aigües profundes que viu entre 630-2165 m de fondària.

## Distribució geogràfica
Es troba al golf de Guinea, Mauritània, les Illes Canàries, Portugal, el Marroc, les Illes Açores, la costa est de Florida, l'Estret de Florida, el Golf de Mèxic, el Carib i les Guaianes.